# Cantó de Faverges
El cantó de Faverges és un cantó francès del departament de l'Alta Savoia, situat al districte d'Annecy. Té 10 municipis i el cap és Faverges.

## Municipis
- Chevaline
- Cons-Sainte-Colombe
- Doussard
- Faverges
- Giez
- Lathuile
- Marlens
- Montmin
- Seythenex
- Saint-Ferréol

| Data d'elecció                           | Identitat         | Partit                                     | Qualitat |
| ---------------------------------------- | ----------------- | ------------------------------------------ | -------- |
| 1945-1955                                | M. Mermillod      | MRP                                        |          |
| 1955-1961                                | Marcel Piquand    | Radical independent                        |          |
| 1961-1979                                | François Malfroid | Radical independent, després Divers droite |          |
| 1979-1992                                | André Suscillon   | PS, després Divers gauche                  |          |
| 1992-                                    | Pierre Losserand  | RPR, després UMP                           |          |
| les dades anteriors no són pas conegudes |                   |                                            |          |